# Quinto Veranio Nipote
Quinto Veranio Nipote (... – 57) è stato un militare romano a cui il filosofo greco Onasandro dedicò lo Strategikos, un libro di tattica militare.
Fu quattuorviro monetale, tribuno militare della IV legione Scythica e questore sotto l'imperatore Tiberio. Divenne tribuno della plebe nel 41 e pretore nel 42. Nel 43, l'imperatore Claudio lo nominò governatore della nuova provincia di Licia e Panfilia, su cui comandò fino al 48. Durante questo periodo sedò la rivoltà della Cilicia Trachea. Fu console nel 49. Fu elevato allo status di patrizio da Claudio.
Divenne governatore della Britannia nel 57, al posto di Aulo Didio Gallo, di cui rovesciò la politica di mantenimento dello status quo dei confini, attaccando i Siluri nel Galles, morì in quello stesso anno. A lui successe Gaio Svetonio Paolino, che conquistò rapidamente il Galles. Ciò fa capire che Veranio aveva già fatto molto in questo senso.